# Opisotretidae
Opisotretidae é uma família de milípedes pertencente à ordem Polydesmida.
Géneros:
- Carlotretus Hoffman, 1980
- Corypholophus Attems, 1938
- Martensodesmus Golovatch, 1987
- Nepalotretus Golovatch, 1987
- Opisotretus Attems, 1907
- Opisthoporodesmus Silvestri, 1899
- Retrodesmus Chamberlin, 1945
- Solaenaulus Attems, 1940